# US Open 2020
Lo US Open 2020 è stato un torneo di tennis giocato all'USTA Billie Jean King National Tennis Center di New York su campi di cemento Laykold all'aperto. Si è trattato della 140ª edizione dello US Open nell'ambito dell'ATP Tour 2020 e del WTA Tour 2020, nonché della seconda prova del Grande Slam. 
I campioni uscenti dei singolari maschile e femminile erano Rafael Nadal e Bianca Andreescu, ma entrambi hanno deciso di non partecipare al torneo per evitare i problemi sanitari relativi alla pandemia in corso.

## Torneo
L'evento è stato organizzato dalla International Tennis Federation (ITF), e ha fatto parte dell'ATP Tour 2020 e del WTA Tour 2020 sotto la categoria Grande Slam. Il torneo ha compreso il singolare (maschile, femminile), il doppio (maschile, femminile). Si sono disputati anche i tornei di singolare e doppio in carrozzina. Il torneo ha visto un taglio nel numero di partecipanti ai tornei dei doppio maschile e femminile, che sono passati da 64 coppie a 32 coppie. 
In questa edizione non erano previsti i tornei di qualificazione ai singolari maschile e femminile, il torneo di doppio misto e il torneo dei ragazzi, a seguito della decisione del governo dello stato di New York. Per il sorteggio del tabellone sono stati usati i ranking validi il 3 agosto, che erano quelli risalenti al 16 marzo.
Il torneo si è giocato su diciassette campi in cemento Laykold, inclusi i tre campi principali: Arthur Ashe Stadium, Louis Armstrong Stadium e Grandstand.
A seguito della pandemia da COVID-19, i giocatori potevano solamente migliorare la loro posizione in classifica, rimpiazzando il risultato dell'anno precedente con un risultato migliore, non perdendo punti in caso di risultato peggiore o non partecipazione.

## Teste di serie nel singolare
| Legenda colori              |
| Vincitore                   |
| Finalista                   |
| Semifinalista               |
| Quarti di finale            |
| Eliminati al 1T, 2T, 3T, 4T |

### Singolare maschile
Le teste di serie sono state annunciate il 27 agosto 2020. Sono basate sulla classifica ATP del 16 marzo 2020 (nonostante fosse disponibile una nuova classifica il 24 agosto, la classifica valida fino a quella data era quella del 16 marzo).
| Testa di serie | Rank | Giocatore             | Punteggio precedente | Punti da difendere | Punti conquistati | Nuovo punteggio | Situazione                                     |
| -------------- | ---- | --------------------- | -------------------- | ------------------ | ----------------- | --------------- | ---------------------------------------------- |
| 1              | 1    | Novak Đoković         | 10,220               | 180                | 0                 | 10,040          | Squalificato al 4T*                            |
| 2              | 3    | Dominic Thiem         | 7,045                | 10                 | 2,000             | 9,035           | Vittoria in finale contro Alexander Zverev [5] |
| 3              | 5    | Daniil Medvedev       | 5,890                | 1,200              | 720               | 5,890           | Eliminato in SF da Dominic Thiem [2]           |
| 4              | 6    | Stefanos Tsitsipas    | 4,745                | 10                 | 90                | 4,825           | Eliminato al 3T da Borna Ćorić [27]            |
| 5              | 7    | Alexander Zverev      | 3,630                | 180                | 1,200             | 4,650           | Sconfitto in finale da Dominic Thiem [2]       |
| 6              | 8    | Matteo Berrettini     | 2,860                | 720                | 180               | 2,320           | Eliminato al 4T da Andrej Rublëv [10]          |
| 7              | 10   | David Goffin          | 2,555                | 180                | 180               | 2,555           | Eliminato al 4T da Denis Shapovalov [12]       |
| 8              | 12   | Roberto Bautista Agut | 2,360                | 10                 | 90                | 2,440           | Eliminato al 3T da Vasek Pospisil              |
| 9              | 13   | Diego Schwartzman     | 2,265                | 360                | 10                | 2,265           | Eliminato al 1T da Cameron Norrie              |
| 10             | 14   | Andrej Rublëv         | 2,234                | 180                | 360               | 2,414           | Eliminato ai QF da Daniil Medvedev [3]         |
| 11             | 15   | Karen Chačanov        | 2,120                | 10                 | 90                | 2,200           | Eliminato al 3T da Alex de Minaur [21]         |
| 12             | 16   | Denis Shapovalov      | 2,075                | 90                 | 360               | 2,345           | Eliminato ai QF da Pablo Carreño Busta [20]    |
| 13             | 18   | Cristian Garín        | 1,900                | 45                 | 45                | 1,900           | Eliminato al 2T da Michail Kukuškin            |
| 14             | 19   | Grigor Dimitrov       | 1,850                | 720                | 45                | 1,850           | Eliminato al 2T da Márton Fucsovics            |
| 15             | 20   | Félix Auger-Aliassime | 1,771                | 10                 | 180               | 1,941           | Eliminato al 4T da Dominic Thiem [2]           |
| 16             | 21   | John Isner            | 1,760                | 90                 | 10                | 1,760           | Eliminato al 1T da Steve Johnson               |
| 17             | 22   | Benoît Paire          | 1,738                | 45                 | 0                 | 1,738           | Ritiro per positività al COVID-19              |
| 18             | 23   | Dušan Lajović         | 1,695                | 45                 | 10                | 1,695           | Eliminato al 1T da Jahor Herasimaŭ             |
| 19             | 24   | Taylor Fritz          | 1,510                | 10                 | 90                | 1,590           | Eliminato al 3T da Denis Shapovalov [12]       |
| 20             | 25   | Pablo Carreño Busta   | 1,500                | 90                 | 720               | 2,220           | Eliminato in SF da Alexander Zverev [5]        |
| 21             | 26   | Alex de Minaur        | 1,485                | 180                | 360               | 1,665           | Eliminato ai QF da Dominic Thiem [2]           |
| 22             | 27   | Nikoloz Basilašvili   | 1,395                | 90                 | 10                | 1,395           | Eliminato al 1T da John Millman                |
| 23             | 28   | Daniel Evans          | 1,359                | 90                 | 45                | 1,359           | Eliminato al 2T da Corentin Moutet             |
| 24             | 29   | Hubert Hurkacz        | 1,353                | 10                 | 45                | 1,388           | Eliminato al 2T da Alejandro Davidovich Fokina |
| 25             | 30   | Milos Raonic          | 1,350                | 0                  | 45                | 1,395           | Eliminato al 2T da Vasek Pospisil              |
| 26             | 32   | Filip Krajinović      | 1,343                | 10                 | 90                | 1,423           | Eliminato al 3T da David Goffin [7]            |
| 27             | 33   | Borna Ćorić           | 1,320                | 45                 | 360               | 1,635           | Eliminato ai QF da Alexander Zverev [5]        |
| 28             | 34   | Jan-Lennard Struff    | 1,315                | 45                 | 90                | 1,360           | Eliminato al 3T da Novak Đoković [1]           |
| 29             | 35   | Guido Pella           | 1,310                | 10                 | 10                | 1,310           | Eliminato al 1T da Jeffrey John Wolf [WC]      |
| 30             | 36   | Casper Ruud           | 1,279                | 10                 | 90                | 1,359           | Eliminato al 3T da Matteo Berrettini [6]       |
| 31             | 37   | Marin Čilić           | 1,225                | 180                | 90                | 1,225           | Eliminato al 3T da Dominic Thiem [2]           |
| 32             | 38   | Adrian Mannarino      | 1,191                | 10                 | 90                | 1,271           | Eliminato al 3T da Alexander Zverev [5]        |

* Essendo stato squalificato il giocatore perde tutti i punti e il montepremi guadagnati durante il torneo.

### Singolare femminile
Le teste di serie sono state annunciate il 27 agosto 2020. Sono basate sulla classifica WTA del 17 agosto 2020.
| Testa di serie | Rank | Giocatrice             | Punteggio precedente | Punti da difendere | Punti conquistati | Nuovo punteggio | Situazione                                   |
| -------------- | ---- | ---------------------- | -------------------- | ------------------ | ----------------- | --------------- | -------------------------------------------- |
| 1              | 3    | Karolína Plíšková      | 5,205                | 240                | 70                | 5,205           | Eliminata al 2T da Caroline Garcia           |
| 2              | 4    | Sofia Kenin            | 4,590                | 130                | 240               | 4,700           | Eliminata al 4T da Elise Mertens             |
| 3              | 9    | Serena Williams        | 3,975                | 1,300              | 780               | 3,975           | Eliminata in SF da Viktoryja Azaranka        |
| 4              | 10   | Naomi Ōsaka            | 3,625                | 240                | 2,000             | 5,385           | Vittoria in finale contro Viktoryja Azaranka |
| 5              | 11   | Aryna Sabalenka        | 3,615                | 70                 | 70                | 3,615           | Eliminata al 2T da Viktoryja Azaranka        |
| 6              | 12   | Petra Kvitová          | 3,566                | 70                 | 130               | 3,626           | Eliminata al 4T da Shelby Rogers             |
| 7              | 13   | Madison Keys           | 2,962                | 240                | 130               | 2,962           | Ritiratasi al 3T contro Alizé Cornet         |
| 8              | 14   | Petra Martić           | 2,850                | 240                | 240               | 2,850           | Eliminata al 4T da Julija Putinceva [23]     |
| 9              | 15   | Johanna Konta          | 2,803                | 430                | 70                | 2,803           | Eliminata al 2T da Sorana Cîrstea            |
| 10             | 16   | Garbiñe Muguruza       | 2,711                | 10                 | 70                | 2,771           | Eliminata al 2T da Cvetana Pironkova [PR]    |
| 11             | 17   | Elena Rybakina         | 2,471                | 10                 | 70                | 2,531           | Eliminata al 2T da Shelby Rogers             |
| 12             | 18   | Markéta Vondroušová    | 2,308                | 0                  | 70                | 2,378           | Eliminata al 2T da Aljaksandra Sasnovič      |
| 13             | 19   | Alison Riske           | 2,256                | 70                 | 70                | 2,256           | Eliminata al 2T da Ann Li                    |
| 14             | 20   | Anett Kontaveit        | 2,135                | 130                | 240               | 2,245           | Eliminata al 4T da Naomi Ōsaka [4]           |
| 15             | 21   | Maria Sakkarī          | 2,130                | 70                 | 240               | 2,300           | Eliminata al 4T da Serena Williams [3]       |
| 16             | 22   | Elise Mertens          | 2,070                | 430                | 430               | 2,070           | Eliminata ai QF da Viktoryja Azaranka        |
| 17             | 23   | Angelique Kerber       | 2,040                | 10                 | 240               | 2,270           | Eliminata al 4T da Jennifer Brady [28]       |
| 18             | 24   | Donna Vekić            | 1,880                | 430                | 130               | 1,880           | Eliminata al 3T da Cvetana Pironkova [PR]    |
| 19             | 25   | Dajana Jastrems'ka     | 1,835                | 130                | 70                | 1,835           | Eliminata al 2T da Madison Brengle           |
| 20             | 26   | Karolína Muchová       | 1,813                | 130                | 240               | 1,923           | Eliminata al 4T da Viktoryja Azaranka        |
| 21             | 27   | Ekaterina Aleksandrova | 1,775                | 70                 | 70                | 1,775           | Eliminata al 2T da Catherine McNally         |
| 22             | 28   | Amanda Anisimova       | 1,717                | 0                  | 130               | 1,847           | Eliminata al 3T da Maria Sakkarī [15]        |
| 23             | 33   | Julija Putinceva       | 1,525                | 130                | 430               | 1,825           | Eliminata ai QF da Jennifer Brady [28]       |
| 24             | 35   | Magda Linette          | 1,482                | 70                 | 130               | 1,542           | Eliminata al 3T da Anett Kontaveit [14]      |
| 25             | 36   | Zhang Shuai            | 1,475                | 130                | 10                | 1,475           | Eliminata al 1T da Ysaline Bonaventure       |
| 26             | 37   | Sloane Stephens        | 1,453                | 10                 | 130               | 1,573           | Eliminata al 3T da Serena Williams [3]       |
| 27             | 39   | Ons Jabeur             | 1,413                | 130                | 130               | 1,413           | Eliminata al 3T da Sofia Kenin [2]           |
| 28             | 40   | Jennifer Brady         | 1,395                | 10                 | 780               | 2,165           | Eliminata in SF da Naomi Ōsaka [4]           |
| 29             | 41   | Veronika Kudermetova   | 1,373                | 10                 | 10                | 1,373           | Eliminata al 1T da Iga Świątek               |
| 30             | 43   | Kristina Mladenovic    | 1,335                | 70                 | 70                | 1,335           | Eliminata al 2T da Varvara Gračëva           |
| 31             | 44   | Anastasija Sevastova   | 1,288                | 130                | 70                | 1,288           | Eliminata al 2T da Marta Kostjuk             |
| 32             | 46   | Rebecca Peterson       | 1,225                | 70                 | 10                | 1,225           | Eliminata al 1T da Kirsten Flipkens          |
| N/A            | 59   | Viktoryja Azaranka     | 992                  | 10                 | 1,300             | 2,282           | Sconfitta in finale contro Naomi Ōsaka [4]   |
| N/A            | 95   | Shelby Rogers          | 695                  | 2                  | 430               | 1,123           | Eliminata ai QF da Naomi Ōsaka [4]           |
| N/A            | –    | Cvetana Pironkova      | 0                    | 0                  | 430               | 430             | Eliminata ai QF da Serena Williams [3]       |

## Teste di serie nel doppio
| Legenda colori      |
| Vincitori           |
| Finalisti           |
| Semifinalisti       |
| Quarti di finale    |
| Eliminati al 1T, 2T |

### Doppio maschile
| Coppia               | Coppia           | Rank1 | Tds |
| -------------------- | ---------------- | ----- | --- |
| Juan Sebastián Cabal | Robert Farah     | 3     | 1   |
| Łukasz Kubot         | Marcelo Melo     | 10    | 2   |
| Rajeev Ram           | Joe Salisbury    | 16    | 3   |
| Ivan Dodig           | Filip Polášek    | 18    | 4   |
| Marcel Granollers    | Horacio Zeballos | 20    | 5   |
| Kevin Krawietz       | Andreas Mies     | 27    | 6   |
| Raven Klaasen        | Oliver Marach    | 35    | 7   |
| Wesley Koolhof       | Nikola Mektić    | 39    | 8   |

- 1 Ranking al 16 marzo 2020.

### Doppio femminile
| Coppia                | Coppia              | Rank1 | Tds |
| --------------------- | ------------------- | ----- | --- |
| Tímea Babos           | Kristina Mladenovic | 7     | 1   |
| Elise Mertens         | Aryna Sabalenka     | 11    | 2   |
| Nicole Melichar       | Xu Yifan            | 29    | 3   |
| Květa Peschke         | Demi Schuurs        | 35    | 4   |
| Bethanie Mattek-Sands | Zhang Shuai         | 41    | 5   |
| Shūko Aoyama          | Ena Shibahara       | 47    | 6   |
| Viktoryja Azaranka    | Sofia Kenin         | 51    | 7   |
| Anna-Lena Friedsam    | Kateřina Siniaková  | 55    | 8   |

- 1 Ranking al 17 agosto 2020.

## Wildcard
Ai seguenti giocatori è stata assegnata una wildcard per accedere al tabellone principale.

### Singolare maschile
- Ulises Blanch
- Maxime Cressy
- Sebastian Korda
- Mitchell Krueger
- Thai-Son Kwiatkowski
- Michael Mmoh
- Brandon Nakashima
- Jeffrey John Wolf

### Singolare femminile
- Hailey Baptiste
- Catherine Bellis
- Kim Clijsters
- Claire Liu
- Allie Kiick
- Robin Montgomery
- Katrina Scott
- Sachia Vickery

### Doppio maschile
- Ernesto Escobedo /  Noah Rubin
- Christopher Eubanks /  Mackenzie McDonald
- Ryan Harrison /  Christian Harrison
- Nathaniel Lammons /  Nicholas Monroe

### Doppio femminile
- Usue Maitane Arconada /  Christina McHale
- Hailey Baptiste /  Whitney Osuigwe
- Ann Li /  Bernarda Pera
- Jessica Pegula /  Shelby Rogers

## Ranking protetto
I seguenti giocatori sono entrati in tabellone con il ranking protetto:

### Singolare maschile
- Andrej Kuznecov
- Mackenzie McDonald
- Jack Sock

### Singolare femminile
- Kateryna Bondarenko
- Irina Chromačëva
- Vera Lapko
- Cvetana Pironkova
- Vera Zvonarëva

## Ritiri
Prima del torneo
Singolare maschile
- Roger Federer → sostituito da  Jack Sock
- Fabio Fognini → sostituito da  Paolo Lorenzi
- Pierre-Hugues Herbert → sostituito da  Bradley Klahn
- Nicolás Jarry → sostituito da  Sumit Nagal
- Nick Kyrgios → sostituito da  Kevin Anderson
- Lu Yen-hsun → sostituito da  Federico Gaio
- Gaël Monfils → sostituito da  Jason Jung
- Rafael Nadal → sostituito da  Marc Polmans
- Kei Nishikori → sostituito da  Andrej Kuznecov
- Benoît Paire → sostituito da  Marcel Granollers
- Alexei Popyrin → sostituito da  Andy Murray
- Lucas Pouille → sostituito da  Peter Gojowczyk
- Jo-Wilfried Tsonga → sostituito da  Ivo Karlović
- Fernando Verdasco → sostituito da  Mohamed Safwat
- Stan Wawrinka → sostituito da  Jozef Kovalík
- Marcel Granollers → sostituito da  Ernesto Escobedo

Singolare femminile
- Bianca Andreescu → sostituita da  Vol'ha Havarcova
- Ashleigh Barty → sostituita da  Aljaksandra Sasnovič
- Belinda Bencic → sostituita da  Barbara Haas
- Kiki Bertens → sostituita da  Francesca Di Lorenzo
- Ana Bogdan → sostituita da  Katarzyna Kawa
- Fiona Ferro → sostituita da  Caroline Dolehide
- Julia Görges → sostituita da  Ysaline Bonaventure
- Simona Halep → sostituita da  Irina Chromačëva
- Polona Hercog → sostituita da  Yanina Wickmayer
- Hsieh Su-wei → sostituita da  Usue Maitane Arconada
- Barbora Krejčíková → sostituita da  Viktorija Tomova
- Svetlana Kuznecova → sostituita da  Tereza Martincová
- Jeļena Ostapenko → sostituita da  Whitney Osuigwe
- Anastasija Pavljučenkova → sostituita da  Vera Lapko
- Peng Shuai → sostituita da  Lizette Cabrera
- Andrea Petković → sostituita da  Marta Kostjuk
- Anastasija Potapova → sostituita da  Catherine McNally
- Samantha Stosur → sostituita da  Astra Sharma
- Barbora Strýcová → sostituita da  Ann Li
- Carla Suárez Navarro → sostituita da  Kurumi Nara
- Elina Svitolina → sostituita da  Natal'ja Vichljanceva
- Wang Qiang → sostituita da  Mihaela Buzărnescu
- Wang Xiyu → sostituita da  Arina Rodionova
- Wang Yafan → sostituita da  Cvetana Pironkova
- Zheng Saisai → sostituita da  Kaja Juvan
- Zhu Lin → sostituita da  Viktorija Golubic
- Tamara Zidanšek → sostituita da  Anhelina Kalinina
- Vitalija D'jačenko → sostituita da  Asia Muhammad

Durante il torneo
Singolare maschile
- Jason Jung
- Jaume Munar
- Emil Ruusuvuori

Singolare femminile
- Madison Keys

## Tennisti partecipanti ai singolari
- Singolare maschile

| Campione                  | Campione                  | Finalista               | Finalista                   |
| ------------------------- | ------------------------- | ----------------------- | --------------------------- |
| Dominic Thiem [2]         | Dominic Thiem [2]         | Alexander Zverev [5]    | Alexander Zverev [5]        |
| Semifinalisti             |                           |                         |                             |
| Pablo Carreño Busta [20]  | Pablo Carreño Busta [20]  | Daniil Medvedev [3]     | Daniil Medvedev [3]         |
| Eliminati ai quarti       |                           |                         |                             |
| Denis Shapovalov [12]     | Borna Ćorić [27]          | Andrej Rublëv [10]      | Alex de Minaur [21]         |
| Eliminati al 4º turno     |                           |                         |                             |
| Novak Đoković [1]         | David Goffin [7]          | Jordan Thompson         | Alejandro Davidovich Fokina |
| Matteo Berrettini [6]     | Frances Tiafoe            | Vasek Pospisil          | Félix Auger-Aliassime [15]  |
| Eliminati al 3º turno     |                           |                         |                             |
| Jan-Lennard Struff [28]   | Ričardas Berankis         | Taylor Fritz [19]       | Filip Krajinović [26]       |
| Stefanos Tsitsipas [4]    | Michail Kukuškin          | Cameron Norrie          | Adrian Mannarino [32]       |
| Casper Ruud [30]          | Salvatore Caruso          | Márton Fucsovics        | Jeffrey John Wolf [WC]      |
| Roberto Bautista Agut [8] | Karen Chačanov [11]       | Corentin Moutet         | Marin Čilić [31]            |
| Eliminati al 2º turno     |                           |                         |                             |
| Kyle Edmund               | Michael Mmoh (WC)         | Mitchell Krueger (WC)   | Steve Johnson               |
| Kwon Soon-woo             | Gilles Simon              | Marcos Giron            | Lloyd Harris                |
| Maxime Cressy (WC)        | Juan Ignacio Londero      | Jahor Herasimaŭ         | Cristian Garín [13]         |
| Federico Coria            | Hubert Hurkacz [24]       | Jack Sock (PR)          | Brandon Nakashima (WC)      |
| Ugo Humbert               | Emil Ruusuvuori           | Ernesto Escobedo        | Grégoire Barrère            |
| Grigor Dimitrov [14]      | John Millman              | Roberto Carballés Baena | Christopher O'Connell       |
| Miomir Kecmanović         | Milos Raonic [25]         | Richard Gasquet         | Andrej Kuznecov (PR)        |
| Andy Murray               | Daniel Evans [23]         | Norbert Gombos          | Sumit Nagal                 |
| Eliminati al 1º turno     |                           |                         |                             |
| Damir Džumhur             | Aleksandr Bublik          | João Sousa              | Pedro Martínez              |
| Yasutaka Uchiyama         | Pedro Sousa               | Federico Gaio           | John Isner [16]             |
| Sebastian Korda (WC)      | Thai-Son Kwiatkowski (WC) | Mohamed Safwat          | Dominik Koepfer             |
| Mikael Ymer               | Marc Polmans              | Marco Cecchinato        | Reilly Opelka               |
| Albert Ramos Viñolas      | Jozef Kovalík             | Evgenij Donskoj         | Pablo Andújar               |
| Dušan Lajović [18]        | Stefano Travaglia         | Attila Balázs           | Ulises Blanch (WC)          |
| Diego Schwartzman [9]     | Jason Jung                | Dennis Novak            | Peter Gojowczyk             |
| Lorenzo Sonego            | Pablo Cuevas              | Paolo Lorenzi           | Kevin Anderson              |
| Gō Soeda                  | Yūichi Sugita             | Aljaž Bedene            | Mackenzie McDonald (PR)     |
| Kamil Majchrzak           | James Duckworth           | Tarō Daniel             | Jérémy Chardy               |
| Tommy Paul                | Hugo Dellien              | Andreas Seppi           | Nikoloz Basilašvili [22]    |
| Guido Pella [29]          | Feliciano López           | Laslo Đere              | Federico Delbonis           |
| Tennys Sandgren           | Gianluca Mager            | Philipp Kohlschreiber   | Leonardo Mayer              |
| Andrej Martin             | Ivo Karlović              | Sam Querrey             | Jannik Sinner               |
| Thiago Monteiro           | Yoshihito Nishioka        | Jiří Veselý             | Thiago Seyboth Wild         |
| Denis Kudla               | Radu Albot                | Bradley Klahn           | Jaume Munar                 |

- Singolare femminile

| Campionessa              | Campionessa                 | Finalista                | Finalista                 |
| ------------------------ | --------------------------- | ------------------------ | ------------------------- |
| Naomi Ōsaka [4]          | Naomi Ōsaka [4]             | Viktoryja Azaranka       | Viktoryja Azaranka        |
| Semifinaliste            |                             |                          |                           |
| Jennifer Brady [28]      | Jennifer Brady [28]         | Serena Williams [3]      | Serena Williams [3]       |
| Eliminate ai quarti      |                             |                          |                           |
| Julija Putinceva [23]    | Shelby Rogers               | Cvetana Pironkova [PR]   | Elise Mertens [16]        |
| Eliminate al 4º turno    |                             |                          |                           |
| Angelique Kerber [17]    | Petra Martić [8]            | Anett Kontaveit [14]     | Petra Kvitová [6]         |
| Alizé Cornet             | Maria Sakkarī [15]          | Karolína Muchová [20]    | Sofia Kenin [2]           |
| Eliminate al 3º turno    |                             |                          |                           |
| Caroline Garcia          | Ann Li                      | Aljaksandra Sasnovič     | Varvara Gračëva           |
| Marta Kostjuk            | Magda Linette [24]          | Madison Brengle          | Jessica Pegula            |
| Madison Keys [7]         | Donna Vekić [18]            | Amanda Anisimova [22]    | Sloane Stephens [26]      |
| Iga Świątek              | Sorana Cîrstea              | Catherine McNally        | Ons Jabeur [27]           |
| Eliminate al 2º turno    |                             |                          |                           |
| Karolína Plíšková [1]    | Catherine Bellis [WC]       | Anna-Lena Friedsam       | Alison Riske [13]         |
| Markéta Vondroušová [12] | Vera Lapko (PR)             | Kristina Mladenovic [30] | Kateryna Bondarenko       |
| Camila Giorgi            | Anastasija Sevastova [31]   | Danka Kovinić            | Kaja Juvan                |
| Elena Rybakina [11]      | Dajana Jastrems'ka [19]     | Kirsten Flipkens         | Kateryna Kozlova          |
| Aliona Bolsova           | Ysaline Bonaventure         | Patricia Maria Țig       | Garbiñe Muguruza [10]     |
| Bernarda Pera            | Katrina Scott (WC)          | Vol'ha Havarcova         | Margarita Gasparjan       |
| Aryna Sabalenka [5]      | Sachia Vickery [WC]         | Anna Kalinskaja          | Johanna Konta [9]         |
| Sara Sorribes Tormo      | Ekaterina Aleksandrova [21] | Kaia Kanepi              | Leylah Fernandez          |
| Eliminate al 1º turno    |                             |                          |                           |
| Anhelina Kalinina        | Jasmine Paolini             | Tamara Korpatsch         | Anna Blinkova             |
| Ajla Tomljanović         | Caroline Dolehide           | Arantxa Rus              | Tatjana Maria             |
| Greet Minnen             | Francesca Di Lorenzo        | Viktorija Golubic        | Robin Montgomery (WC)     |
| Hailey Baptiste (WC)     | Paula Badosa                | Allie Kiick (WC)         | Tereza Martincová         |
| Misaki Doi               | Alison Van Uytvanck         | Dar'ja Kasatkina         | Cori Gauff                |
| Maddison Inglis          | Lizette Cabrera             | Usue Maitane Arconada    | Danielle Collins          |
| Katarina Zavac'ka        | Irina Chromačëva (PR)       | Arina Rodionova (ALT)    | Astra Sharma              |
| Rebecca Peterson [32]    | Marie Bouzková              | Whitney Osuigwe          | Irina-Camelia Begu        |
| Tímea Babos              | Jil Teichmann               | Lauren Davis             | Zhang Shuai [25]          |
| Kristýna Plíšková        | Kurumi Nara                 | Ljudmila Samsonova       | Nao Hibino                |
| Stefanie Vögele          | Zarina Dijas                | Natal'ja Vichljanceva    | Viktorija Tomova          |
| Mihaela Buzărnescu       | Asia Muhammad (ALT)         | Mónica Puig              | Kristie Ahn               |
| Océane Dodin             | Barbara Haas                | Taylor Townsen           | Veronika Kudermetova [29] |
| Venus Williams           | Nina Stojanović             | Christina McHale         | Heather Watson            |
| Laura Siegemund          | Claire Liu (WC)             | Viktória Kužmová         | Kim Clijsters (WC)        |
| Katarzyna Kawa           | Kateřina Siniaková          | Vera Zvonarëva (PR)      | Yanina Wickmayer          |

## Campioni

### Seniors

#### Singolare maschile
Dominic Thiem ha battuto in finale  Alexander Zverev con il punteggio di 2–6, 4–6, 6–4, 6–3, 7–6(6).
- È il primo titolo slam per il giocatore austriaco, alla quarta finale giocata.

#### Singolare femminile
Naomi Ōsaka ha battuto in finale  Viktoryja Azaranka con il punteggio di 1–6, 6–3, 6–3.
- È il terzo titolo slam per Ōsaka, il sesto in carriera.

#### Doppio maschile
Mate Pavić /  Bruno Soares hanno battuto in finale  Wesley Koolhof /  Nikola Mektić con il punteggio di 7–5, 6–3.

#### Doppio femminile
Laura Siegemund /  Vera Zvonarëva hanno battuto in finale  Nicole Melichar /  Xu Yifan con il punteggio di 6–4, 6–4.

### Tennisti in carrozzina

#### Singolare maschile in carrozzina
Shingo Kunieda ha battuto in finale  Alfie Hewett con il punteggio di 6–3, 3–6, 7–6(3).

#### Singolare femminile in carrozzina
Diede de Groot ha battuto in finale  Yui Kamiji con il punteggio di 6–3, 6–3.

#### Quad singolare
Sam Schröder ha battuto  Dylan Alcott con il punteggio di 7–6(5), 0–6, 6–4.

#### Doppio maschile in carrozzina
Alfie Hewett e  Gordon Reid hanno battuto in finale  Stéphane Houdet e  Nicolas Peifer con il punteggio di 6–4, 6–1.

#### Doppio femminile in carrozzina
Yui Kamiji e  Jordanne Whiley hanno battuto in finale  Diede de Groot e  Aniek van Koot con il punteggio di 6–3, 6–3.

#### Quad doppio
Dylan Alcott e  Andrew Lapthorne hanno battuto in finale  Sam Schröder e  David Wagner con il punteggio di 3–6, 6–4, [10–8].

## Punti
| Evento              | V    | F    | SF  | QF  | 4T  | 3T  | 2T | 1T |
| Singolare maschile  | 2000 | 1200 | 720 | 360 | 180 | 90  | 45 | 10 |
| Doppio maschile     | 1000 | 600  | 360 | 180 | 90  | 0   | —  | —  |
| Singolare femminile | 2000 | 1300 | 780 | 430 | 240 | 130 | 70 | 10 |
| Doppio femminile    | 2000 | 1300 | 780 | 430 | 240 | 10  | —  | —  |

## Montepremi
Il montepremi complessivo per il 2020 è di $53 402 000.
| Evento    | V          | F          | SF       | QF       | 4T       | 3T       | 2T       | 1T      |
| Singolare | $3 000 000 | $1 500 000 | $800 000 | $425 000 | $250 000 | $163 000 | $100 000 | $61 000 |
| Doppio*   | $400 000   | $240 000   | $130 000 | $91 000  | $50 000  | $30 000  | N.D.     | N.D.    |

*per coppia